# Escândalo das licitações no transporte público em São Paulo
Escândalo das licitações no transporte público em São Paulo, também conhecido como trensalão tucano ou simplesmente trensalão, é um esquema de corrupção ocorrido no Estado de São Paulo que culminou na formação de um cartel entre corporações transnacionais para fraudar licitações do Metrô e da Companhia Paulista de Trens Metropolitanos. Cinco contratos supostamente fraudulentos foram assinados entre 1998 e 2008, enquanto os governadores de São Paulo Mário Covas, Geraldo Alckmin e José Serra ocupavam cargo durante o período

## Denúncias e investigações
As denúncias dariam conta de que o cartel - formado ao menos pelas transnacionais alemã Siemens, francesa Alstom, canadense Bombardier, espanhola CAF e japonesa Mitsui - teria atuado em pelo menos seis licitações desde 1998, a partir das licitações para a construção da primeira parte da Linha 5–Lilás e da extensão da Linha 2–Verde.
Investigado pela Polícia Federal do Brasil e o Cade, o escândalo foi revelado após delação da Siemens. Segundo a empresa alemã, corporações internacionais combinavam previamente os preços de vencedores e perdedores das licitações para a aquisição de equipamentos e serviços ferroviários em São Paulo, e assim faturar acima do preço correto. Há também a denúncia de que os empresários também  corromperam políticos e autoridades ligadas ao PSDB (que tem governado o Estado de São Paulo desde 1995) e servidores públicos de alto escalão.

## Reforma de trens
Em dezembro de 2013, o Ministério Público de São Paulo pediu suspensão de dez contratos para a reforma de 98 trens usados nas linhas 1–Azul e 3–Vermelha, sob alegação de que a reforma saiu mais cara do que a compra de trens novos. No mês seguinte, o Metrô anunciou a suspensão desses contratos por 90 dias. Em maio de 2015, seis representantes das empresas Alstom, Temoinsa, Tejofran e MPE, contratadas para a reforma desses trens, foram denunciados pelo Ministério Público de São Paulo, além da prisão preventiva de César Ponce de Leon, que foi diretor da Alstom.